# Знаменская церковь (Клетская)
Знаменская церковь (церковь иконы Божией Матери «Знамение») — утраченный православный храм в станице Клетской Области Войска Донского, ныне Волгоградской области.

## История
В 1695 году в станице существовала деревянная церковь Знамения Божией Матери. В 1730 году в Клетской была построена новая деревянная церковь, которая сгорела 20 мая 1753 года. 23 июля 1754 года на её месте была заложена также новая церковь из дубового леса, освященная в 1756 году. В 1850 году эта церковь была перенесена на кладбище. 22 августа 1811 года в станице на средства прихожан была заложена каменная церковь, которая была построена и освящена в 1817 году. Престол в ней один, в честь иконы Божией Матери Знамение. Церковь и её колокольня были покрыты листовым железом. Ограда вокруг неё выполнена из железной решетки на каменном цоколе.
Жалования причту положено не было, земли тоже не было. Домов церковных не имелось, члены причта жили в собственных домах или на квартирах. Храму также принадлежала церковно-приходская школа со сторожкой, деревянная на каменном фундаменте, покрытая железом. Приписанная к нему на приходском кладбище церковь во имя Живоначальной Троицы была деревянная на каменном фундаменте с железной крышей; при ней имелась сторожка с двумя комнатами. В приходе, кроме церковно-приходской женской школы, открытой в 1885 году, имелись: двухклассное мужское Клетское училище, открытое в 1879 году; Клетское женское училище открытое в 1900 году; училище в хуторе Селивановом, открытое в 1905 году, а также училища в хуторе Меловском и в хуторе Нижне-Затонском, открытые в 1910 году.
Знаменская церковь находилась от консистории в 400 верстах, а от местного благочинного — в 45 верстах. Ближайшие к ней церкви: в станице Распопинской — в 18 верстах, в хуторе Подпешенском — в 15 верстах, в хуторе Евстратове — в 17 верстах, в хуторе Ореховом — в 15 верстах и в хуторе Манойлином — в 30 верстах. Хутора прихода Знаменской церкви: Поднижний, Староклетский, Селиванова, Караженский, Пузинский, Цымлова, Сарлинский, Платонова, Вралева, Затонский, Меловой и Верхне-Саломаковский.
В числе примечательной утвари церкви были: Евангелие в серебряном окладе 1758 года и серебряный крест, пожертвованный в 1788 году войсковым старшиной Иваном Ефремовым.
В 1928 году Знаменскую церковь закрыли, а в 1935 году её разрушили. Деревянная церковь на кладбище простояла до начала Сталинградской битвы, в ходе которой она была разобрана войсками Красной армии для строительства переправы через реку Дон.
В 1988 году в станице Клетской был открыт новый приход. На собранные прихожанами средства было приобретено частное домовладение под застройку храма. В 1989 году было освящено места под строительство Свято-Троицкого храма. Храм строился в течение 1991—1997 годов. Настоятелем церковного прихода является протоиерей Михаил Пономарев.